# 讷维尔科普格勒
讷维尔科普格勒（法語：Neuville-Coppegueule，法語發音：[nøvil kɔpɡœl]）是法国上法蘭西大區索姆省的一个市镇，属于阿布维尔区。

## 地理
讷维尔科普格勒（49°50'55"N, 1°45'19"E）面积8.66 平方千米，位于法国上法蘭西大區索姆省，该省份为法国北部沿海省份，北起加来海峡省和北部省，西接滨海塞纳省和大西洋英吉利海峡，南至瓦兹省，东临埃纳省。
与讷维尔科普格勒接壤的市镇（或旧市镇、城区）包括：奥当欧博斯克、布雷勒河畔旧鲁昂、旧博康、安瓦勒-布瓦龙、勒马济、圣欧班里维耶尔、布雷勒河畔圣日耳曼、布雷勒河畔圣莱热、瑟纳尔蓬。
讷维尔科普格勒的时区为UTC+01:00、UTC+02:00（夏令时）。

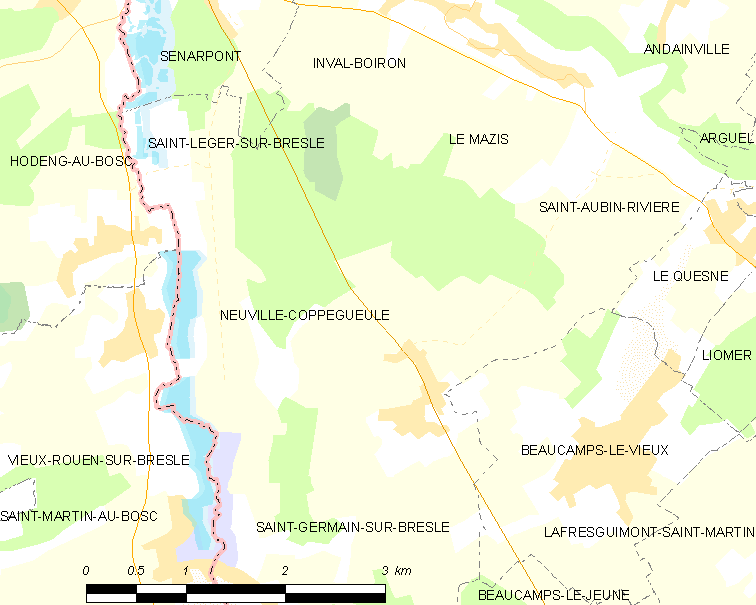
讷维尔科普格勒的OSM定位图

## 行政
讷维尔科普格勒的邮政编码为80430，INSEE市镇编码为80592。

## 政治
讷维尔科普格勒所属的省级选区为皮卡第地区普瓦县。

## 人口

1962-2008年间讷维尔科普格勒人口变化图示

讷维尔科普格勒于2022年1月1日时的人口数量为511人。